# Jiří Lehečka
Jiří Lehečka (Mladá Boleslav, 8 novembre 2001) è un tennista ceco.
Nel circuito maggiore ha vinto due titoli su cinque finali disputate e si è spinto fino al 21º posto del ranking ATP nell’agosto 2025. Nei tornei dei Grande Slam ha raggiunto i quarti di finale agli Australian Open 2023. In doppio ha disputato due finali ATP ma non è andato oltre il 137º posto mondiale. Tra gli juniores ha vinto il torneo di doppio ragazzi a Wimbledon 2019 e quello stesso anno ha raggiunto il 10º posto nella classifica dell'ITF Junior Circuit. Ha esordito nella squadra ceca di Coppa Davis nel febbraio 2019.

## Carriera

### Juniores
Inizia a giocare nei tornei dell'ITF Junior Circuit nel 2015 e nel 2017 conquista il primo titolo vincendo in singolare un torneo ceco di Grade 4. I risultati più importanti arrivano nel 2019, in gennaio si spinge fino ai quarti di finale al torneo di singolare ragazzi degli Australian Open e in marzo sale al 10º posto della graduatoria mondiale di categoria, che rimarrà il suo best ranking. In luglio trionfa con Jonáš Forejtek in doppio a Wimbledon, sconfiggendo in finale Liam Draxl / Govind Nanda. Gioca l'ultimo torneo in settembre agli US Open e raggiunge i quarti di finale in singolare e in doppio. Chiude l'esperienza tra gli juniores con sei titoli vinti in singolare e tre in doppio.

### 2017-2019, inizi tra i professionisti ed esordio in Coppa Davis
Fa la sua prima esperienza tra i professionisti nel giugno 2017 con una vittoria nel primo incontro di qualificazione al Challenger di Prostějov e perde l'incontro successivo. Inizia a giocare con continuità verso la fine del 2018 e e in novembre raggiunge le prime finali da professionista sia in singolare che in doppio al torneo ITF Czech Republic F11, viene sconfitto in quella di doppio e deve dare forfait a quella in singolare. Nel febbraio 2019 fa il suo esordio nella squadra ceca di Coppa Davis nella sfida con i Paesi Bassi e la sua sconfitta patita contro Robin Haase dà agli olandesi il punto del 3-1 e la qualificazione. Ad aprile vince i primi due incontri nel circuito Challenger a Ostrava e viene eliminato al terzo turno da Jannik Sinner. In giugno disputa la prima finale Challenger al torneo di doppio di Prostějov in coppia con Jiří Veselý e vengono sconfitti da Philipp Oswald / Filip Polášek. Nei tornei successivi non ottiene risultati rilevanti e un infortunio al piede subito in settembre lo costringe a porre fine in anticipo alla stagione.

### 2020-2021, primi titoli Challenger e ITF, 138º nel ranking di singolare
Rientra a fine febbraio del 2020 e gioca solo tre tornei prima della lunga pausa del tennis per la pandemia di COVID-19. In settembre guadagna oltre 200 posizioni nel ranking mondiale di singolare con la semifinale raggiunta all'Ostrava Open Challenger e con il suo primo titolo da professionista vinto al torneo ITF M25 Prague, battendo in finale Sebastián Báez. Nella prima parte del 2021 è impegnato soprattutto nei tornei ITF e ne vince due in singolare e uno in doppio. Dopo aver vinto il torneo di singolare all'M25 Jablonec nad Nisou, in maggio abbandona il circuito ITF per dedicarsi ai tornei Challenger; in giugno viene eliminato nei quarti di finale a Bratislava dopo aver sconfitto per la prima volta un top 100 del ranking, il nº 94 Federico Coria. A fine mese vince il primo titolo di categoria in doppio all'Aspria Tennis Cup di Milano assieme a Vít Kopřiva, con il successo in finale su Dustin Brown / Tristan-Samuel Weissborn. Il primo titolo Challenger in singolare arriva a fine luglio a Tampere, elimina tra gli altri Antoine Hoang e Nicolás Jarry e in finale sconfigge in tre set Nicolás Kicker.
Una settimana più tardi arriva in finale a Poznań sia in singolare, persa contro Bernabé Zapata Miralles, che in doppio, vinta in coppia con Zdeněk Kolář. Con questi risultati entra nella top 200 mondiale in singolare e nella top 300 in doppio. A fine agosto fa la sua prima esperienza nel circuito maggiore giocando le qualificazioni agli US Open, vince i primi due incontri e viene eliminato in quello decisivo da Cem İlkel. In settembre vince il torneo di singolare al Bucarest Challenger battendo in finale Filip Horanský. A novembre si aggiudica assieme a Kolář il titolo di doppio agli Internazionali di Tennis di Bergamo e perde la finale in singolare al Challenger di Pau contro Radu Albot. L'ultimo impegno del 2021 è la fase finale della Coppa Davis e perde antrambi gli incontri disputati. In quel periodo raggiunge il nuovo best ranking in singolare al 138º posto mondiale.

### 2022, prima semifinale ATP e top 60, finale alle Next Gen ATP Finals
Nel gennaio 2022 fa il suo esordio nel circuito maggiore dopo aver superato le qualificazioni agli Australian Open e al primo turno perde in quattro set contro il nº 28 ATP Grigor Dimitrov. In febbraio destano sensazione le sue prestazioni al torneo ATP 500 di Rotterdam, dopo aver superato le qualificazioni sconfigge in due set al primo turno il nº 12 del mondo Denis Shapovalov, elimina quindi i quotati Botic van de Zandschulp e Lorenzo Musetti e in semifinale viene battuto dal nº 4 del mondo Stefanos Tsitsipas dopo aver vinto il primo set. A fine torneo guadagna 42 posizioni nel ranking, entra per la prima volta nella top 100, alla 95ª posizione mondiale, e diventa per due settimane il primo tra i giocatori cechi. Segue un periodo di risultati negativi e riprende a salire in classifica ad aprile superando le qualificazioni al Masters di Monte Carlo, dove esce al primo turno, e al Serbia Open, dove raggiunge il secondo turno e strappa un set a Andrej Rublëv, che vincerà il torneo.
A maggio raggiunge la finale al Challenger 100 di Mauthausen e viene sconfitto da Jurij Rodionov; la settimana successiva si trova al 77º posto mondiale. Esce al primo turno nei successivi tornei del circuito maggiore, tra i quali il Roland Garros e Wimbledon. A luglio raggiunge i quarti all'ATP di Kitzbühel con i successi su Thiago Monteiro e João Sousa e viene eliminato in rimonta da Roberto Bautista Agut, che si aggiudicherà il titolo. Vince il successivo Challenger di Liberec e porta il best ranking alla 59ª posizione. Sconfitto al primo turno al suo esordio agli US Open, vince due singolari di Coppa Davis nella sfida contro Israele. A fine stagione supera il nº 32 del mondo Grigor Dimitrov al primo turno dell'ATP di Stoccolma e Marcos Giron al primo turno del Paris Masters. Si qualifica per le Next Gen ATP Finals e raggiunge la finale, che perde in 3 set contro Brandon Nakashima.

### 2023, prime finali ATP, quarti di finale agli Australian Open e top 30
Apre la stagione alla United Cup, dove supera il nº 12 ATP Zverev, perde gli altri 3 incontri disputati in singolare e in doppio e i cechi vengono eliminati finendo secondi nel girone. Sconfitto al secondo turno a Auckland, agli Australian Open ottiene il risultato più importante da inizio carriera spingendosi fino ai quarti di finale eliminando, nel corso del torneo, il nº 23 ATP Borna Ćorić, il 12 Cameron Norrie e al quarto turno il nº 7 Félix Auger-Aliassime, nella sua prima vittoria contro un top 10. Viene sconfitto in tre set da Stefanos Tsitsipas ed entra per la prima volta nella top 40. Raggiunge inoltre il terzo turno nel torneo di doppio con Alex Molčan. Vince entrambi i singolari di Coppa Davis nella sfida contro il Portogallo e spinge la Repubblica Ceca alla fase finale del torneo. A Doha raggiunge la seconda semifinale ATP in carriera e cede al tie-break del terzo set contro Andy Murray dopo aver eliminato nei quarti il nº 5 del mondo Andrej Rublëv; in questo evento viene accompagnato per la prima volta da Tomáš Berdych, che a fine torneo entra nel suo staff tecnico.
Vince il suo primo incontro in un Masters 1000 superando Arthur Rinderknech a Indian Wells e al secondo turno Rublev si prende la rivincita. A Miami elimina il nº 21 ATP Lorenzo Musetti e al terzo turno cede a Karen Chačanov. Raggiunge il terzo turno anche al Monte Carlo Masters e cede in tre set a Taylor Fritz, a fine torneo sale al 36º posto mondiale. Esce quindi nei quarti di finale allo Srpska Open per mano di Miomir Kecmanović. Dopo le eliminazioni al turno di esordio nei Masters di Madrid e Roma, vince il primo match in carriera al Roland Garros con il successo in 5 set su Jan-Lennard Struff, reduce dalla sua prima finale in un Masters 1000 a Roma, e al secondo turno raccoglie solo 7 giochi contro Marcos Giron. A giugno raggiunge a sorpresa al Queen's la sua prima finale nel circuito maggiore in doppio, in coppia con Taylor Fritz elimina Hugo Nys / Jan Zieliński e in semifinale i numeri 1 del mondo Wesley Koolhof / Neal Skupski, prima di cedere in finale a Ivan Dodig / Austin Krajicek, reduci dal trionfo al Roland Garros.
Anche a Wimbledon vince il suo primo match in carriera si spinge fino al quarto turno con le vittorie sui top 20 Francisco Cerúndolo e Tommy Paul, si ritira per infortunio durante l'incontro con Daniil Medvedev. Ad agosto disputa la sua prima finale ATP in singolare in carriera al Winston-Salem Open e viene sconfitto da Sebastián Báez per 4-6, 3-6; a fine torneo sale al 29º posto mondiale. Esce nuovamente al primo turno agli US Open. Vince i tre singolari disputati nella fase a gironi delle finali di Coppa Davis e la Repubblica Ceca accede ai quarti di finale. Dopo i quarti di finale raggiunti all'Astana Open, vince uno solo degli altri sei incontri di fine stagione.

### 2024, primo titolo ATP, prima semifinale Masters 1000 e 23º nel ranking
Sconfitto in entrambi i singolari giocati nella United Cup, vince il primo titolo ATP al successivo torneo di Adelaide, elimina tra gli altri Nicolas Jarry e Sebastian Korda e in finale ha la meglio su Jack Draper con il punteggio di 4-6, 6-4, 6-3. Porta il miglior ranking alla 23ª posizione mondiale e subito perde diverse posizioni con la sconfitta al secondo turno degli Australian Open. Riprende l'ascesa con i quarti di finale raggiunti all'ATP 500 di Dubai e soprattutto al Masters 1000 di Indian Wells, dove perde contro il n° 3 del mondo Jannik Sinner dopo le vittorie sul nº 5 Andrej Rublëv e il nº 11 Stefanos Tsitsipas. Non supera invece il turno di esordio al Miami Open. A causa di un infortunio alla schiena rientra a giocare dopo un mese al Madrid Open e raggiunge la sua prima semifinale in un Masters 1000, negli ottavi sconfigge il rientrante Rafael Nadal e approfitta del ritiro nei quarti di Daniil Medvedev. Si ritira a sua volta durante il primo set della semifinale contro Félix Auger-Aliassime per un problema alla schiena, gli viene diagnosticata una frattura da stress a una vertebra e deve prendersi una lunga pausa.
Tornato nel circuito ad agosto inoltrato al Cincinnati Open, sconfigge il nº 38 ATP Mariano Navone e il top 10 Medvedev ed esce di scena al terzo turno, così come ai successivi US Open. Nella fase a gruppi delle Finals di Coppa Davis perde entrambi i singolari disputati e i cechi chiudono ultimi nel girone ed eliminati. Raggiunge i quarti all'ATP 500 di Pechino e cede in due set a Sinner, mentre esce al terzo turno allo Shanghai Masters. Disputa la finale al successivo ATP di Anversa, elimina tra gli altri il nº 11 del ranking Stefanos Tsitsipas e viene sconfitto da Roberto Bautista Agut per 5-7, 1-6. Chiude la stagione con la semifinale persa al Belgrade Open contro Denis Shapovalov e al 28º posto mondiale.

### 2025, un titolo ATP e 22º nel ranking in singolare, una finale ATP in doppio
Fa il suo esordio stagionale vincendo al Brisbane International il secondo titolo ATP, elimina al primo turno il nº 13 del mondo Holger Rune e si aggiudica il torneo grazie ai ritiri di Grigor Dimitrov in semifinale e di Reilly Opelka in finale. Si spinge in finale anche in doppio con Jakub Menšík e vengono sconfitti in tre set da Julian Cash / Lloyd Glasspool. Agli Australian Open esce in tre set al quarto turno per mano di Novak Djokovic. Si ritira al secondo turno al Rotterdam Open, mentre all'ATP 500 di Doha perde la semifinale contro Jack Draper al terzo set dopo aver sconfitto Grigor Dimitrov e nei quarti il nº 3 del mondo Carlos Alcaraz, risultati con cui porta il miglior ranking alla 22ª posizione. Esce al turno di esordio nei Masters 1000 di Indian Wells, dove raggiunge i quarti in doppio, e Miami. Torna a giocare dopo più di un mese al Monte Carlo Masters ed esce al secondo turno per mano di Lorenzo Musetti dopo aver eliminato Sebastian Korda. Sconfitto al primo turno a Madrid e a Roma, all'Hamburg Open supera il top 20 Francisco Cerundolo e perde nei quarti contro Tomas Martin Etcheverry. Raggiunge per la prima volta il terzo turno al Roland Garros con le vittorie su Jordan Thompson e la testa di serie nº 26 Alejandro Davidovich Fokina e raccoglie tre soli giochi contro Sinner.
Inizia la stagione sull'erba con l'eliminazione nei quarti allo Stuttgart Open. Raggiunge la sua prima finale in singolare in un torneo ATP 500 al Queen's con i successi sul nº 12 ATP Alex de Minaur e sul nº 6 Jack Draper in semifinale; nel match che assegna il titolo strappa un set al campione uscente e nº 2 del mondo Alcaraz.

## Statistiche

### Singolare

#### Vittorie (2)
| Legenda singolare    |
| Grande Slam (0)      |
| ATP Finals (0)       |
| ATP Masters 1000 (0) |
| ATP Tour 500 (0)     |
| ATP Tour 250 (2)     |

| N. | Data            | Torneo                           | Superficie | Avversario in finale | Punteggio   |
| 1. | 14 gennaio 2024 | Adelaide International, Adelaide | Cemento    | Jack Draper          | 4–6 6–4 6–3 |
| 2. | 5 gennaio 2025  | Brisbane International, Brisbane | Cemento    | Reilly Opelka        | 4–1, rit.   |

#### Finali perse (3)
| Legenda              |
| Grande Slam (0)      |
| ATP Finals (0)       |
| ATP Masters 1000 (0) |
| ATP Tour 500 (1)     |
| ATP Tour 250 (2)     |

| N. | Data            | Torneo                             | Superficie  | Avversario in finale  | Punteggio        |
| 1. | 26 agosto 2023  | Winston-Salem Open, Winston-Salem  | Cemento     | Sebastián Báez        | 4–6 3–6          |
| 2. | 20 ottobre 2024 | European Open, Anversa             | Cemento (i) | Roberto Bautista Agut | 5–7, 1–6         |
| 3. | 22 giugno 2025  | Queen's Club Championships, Londra | Erba        | Carlos Alcaraz        | 5–7, 7–6(5), 2–6 |

### Doppio

#### Finali perse (2)
| Legenda              |
| Grande Slam (0)      |
| ATP Finals (0)       |
| ATP Masters 1000 (0) |
| ATP Tour 500 (1)     |
| ATP Tour 250 (1)     |

| N. | Data           | Torneo                             | Superficie | Compagno     | Avversari in finale         | Punteggio           |
| 1. | 24 giugno 2023 | Queen's Club Championships, Londra | Erba       | Taylor Fritz | Ivan Dodig Austin Krajicek  | 4–6, 7–6(5), [3–10] |
| 2. | 5 gennaio 2025 | Brisbane International, Brisbane   | Cemento    | Jakub Menšík | Julian Cash Lloyd Glasspool | 3–6, 7–6(2), [6–10] |

### Tornei minori

#### Singolare

##### Vittorie (6)
| Legenda        |
| -------------- |
| Challenger (3) |
| Futures (3)    |

| N. | Data              | Torneo                | Superficie  | Avversari in finale    | Punteggio     |
| 1. | 25 luglio 2021    | Tampere Open, Tampere | Terra rossa | Nicolás Kicker         | 5–7, 6–4, 6–3 |
| 2. | 26 settembre 2021 | Bucarest Challenger   | Terra rossa | Filip Horanský         | 6–3, 6–2      |
| 3. | 7 agosto 2022     | Liberec Open, Liberec | Terra rossa | Nicolás Álvarez Varona | 6–4, 6–4      |

##### Finali perse (7)
| Legenda        |
| -------------- |
| Challenger (3) |
| Futures (4)    |

| N. | Data             | Torneo                                | Superficie  | Avversari in finale     | Punteggio   |
| 1. | 1º agosto 2021   | Poznań Open, Poznań                   | Terra rossa | Bernabé Zapata Miralles | 3–6, 2–6    |
| 2. | 21 novembre 2021 | Open Pau-Pyrénées, Pau                | Cemento (i) | Radu Albot              | 2–6, 6(5)–7 |
| 3. | 8 maggio 2022    | Danube Upper Austria Open, Mauthausen | Terra rossa | Jurij Rodionov          | 4–6, 4–6    |

#### Doppio

##### Vittorie (4)
| Challengers (3) |
| Futures (1)     |

| N. | Data            | Torneo                                       | Superficie  | Compagno     | Avversari in finale                   | Punteggio        |
| 1. | 26 giugno 2021  | Aspria Tennis Cup, Milano                    | Terra rossa | Vít Kopřiva  | Dustin Brown Tristan-Samuel Weissborn | 6–4, 6–0         |
| 2. | 31 luglio 2021  | Poznań Open, Poznań                          | Terra rossa | Zdeněk Kolář | Karol Drzewiecki Aleksandar Vukic     | 6–4, 3–6, [10–5] |
| 3. | 6 novembre 2021 | Internazionali di Tennis di Bergamo, Bergamo | Cemento (i) | Zdeněk Kolář | Lloyd Glasspool Harri Heliövaara      | 6–4, 6–4         |

##### Finali perse (1)
| Challengers (1) |
| Futures (1)     |

| N. | Data          | Torneo                | Superficie  | Compagno    | Avversari in finale          | Punteggio   |
| 1. | 8 giugno 2019 | Czech Open, Prostějov | Terra rossa | Jiří Veselý | Philipp Oswald Filip Polášek | 4–6, 6(4)–7 |

### Next Generation ATP Finals

#### Finali perse (1)
| Legenda                        |
| Next Generation ATP Finals (1) |

| N. | Data             | Torneo                             | Superficie  | Avversario in finale | Punteggio           |
| 1. | 12 novembre 2022 | Next Generation ATP Finals, Milano | Cemento (i) | Brandon Nakashima    | 3(5)–4, 3(6)–4, 2–4 |

## Risultati in progressione

### Singolare
| V | F | SF | QF | #T | RR | Q# | A | Z# | PO | O | F-A | SF-B | ND |

(V) Torneo vinto; raggiunto (F) finale, (SF) semifinale, (QF) quarti di finale, (#T) turni 4, 3, 2, 1; (RR) round - robin; (Q#) Turno di qualificazione; (A) assente dal torneo; (Z#) Zona gruppo Coppa Davis/Fed Cup (con indicazione numero); (PO) play-off Coppa Davis o Fed Cup; vinto un (O) oro, (F-A) argento o (SF-B) bronzo ai Giochi Olimpici; (ND) torneo non disputato.
| Torneo                 | 2019 | 2020          | 2021          | 2022          | 2023  | 2024  | 2025  | V-S         |
| Tornei del Grande Slam |      |               |               |               |       |       |       |             |
| Australian Open        | A    | A             | A             | 1T            | QF    | 2T    | 4T    | 8–4         |
| Roland Garros          | A    | A             | A             | 1T            | 2T    | A     | 3T    | 3–3         |
| Wimbledon              | A    | ND            | A             | 1T            | 4T    | A     |       | 3–2         |
| US Open                | A    | A             | Q3            | 1T            | 1T    | 3T    |       | 2–3         |
| Vittorie-Sconfitte     | 0–0  | 0–0           | 0–0           | 0–4           | 8–4   | 3–3   | 5–2   | 14–11       |
| ATP Tour Masters 1000  |      |               |               |               |       |       |       |             |
| Indian Wells           | A    | ND            | A             | A             | 2T    | QF    | 2T    | 4–3         |
| Miami                  | A    | ND            | A             | A             | 3T    | 2T    | 2T    | 2–3         |
| Monte Carlo            | A    | ND            | A             | 1T            | 3T    | A     | 2T    | 3–3         |
| Madrid                 | A    | ND            | A             | A             | 2T    | SF    | 2T    | 4–3         |
| Roma                   | A    | A             | A             | A             | 2T    | A     | 1T    | 0–2         |
| Montréal/Toronto       | A    | ND            | A             | A             | 2T    | A     |       | 1–1         |
| Cincinnati             | A    | A             | A             | A             | 1T    | 3T    |       | 2–2         |
| Shanghai               | A    | Non disputato | Non disputato | Non disputato | 1T    | 3T    |       | 1–2         |
| Parigi                 | A    | A             | A             | Q2            | 1T    | 1T    |       | 0–2         |
| Statistiche carriera   |      |               |               |               |       |       |       |             |
| Finali                 | 0    | 0             | 0             | 0             | 1     | 2     | 1     | 4           |
| Titoli                 | 0    | 0             | 0             | 0             | 1     | 0     | 1     | 2           |
| Vittorie–Sconfitte     | 0–1  | 0–0           | 0–1           | 13-19         | 34–26 | 30–19 | 16-10 | 93–76       |
| Ranking a fine anno    | 623  | 351           | 141           | 81            | 31    | 28    |       | $ 5 259 315 |

## Vittorie contro giocatori top 10
| Stagione | 2020 | 2021 | 2022 | 2023 | 2024 | 2025 | Totale |
| -------- | ---- | ---- | ---- | ---- | ---- | ---- | ------ |
| Vittorie | 0    | 0    | 0    | 2    | 3    | 2    | 7      |

| #    | Giocatore             | Rank | Torneo                           | Superficie  | Turno | Punteggio                |
| ---- | --------------------- | ---- | -------------------------------- | ----------- | ----- | ------------------------ |
| 2023 |                       |      |                                  |             |       |                          |
| 1.   | Félix Auger-Aliassime | 7    | Australian Open, Melbourne       | Cemento     | 4T    | 4–6, 6–3, 7–6(2), 7–6(3) |
| 2.   | Andrej Rublëv         | 5    | Qatar Open, Doha                 | Cemento     | QF    | 4–6, 6–4, 6–3            |
| 2024 |                       |      |                                  |             |       |                          |
| 3.   | Andrej Rublëv (2)     | 5    | Indian Wells Open, Indian Wells  | Cemento     | 3T    | 6–4, 6–4                 |
| 4.   | Daniil Medvedev       | 4    | Madrid Open, Madrid              | Terra rossa | QF    | 6–4, rit.                |
| 5.   | Daniil Medvedev (2)   | 5    | Cincinnati Open, Cincinnati      | Cemento     | 2T    | 7–6(2), 6–4              |
| 2025 |                       |      |                                  |             |       |                          |
| 6.   | Grigor Dimitrov       | 10   | Brisbane International, Brisbane | Cemento     | SF    | 6–4, 4–4 rit.            |
| 7.   | Carlos Alcaraz        | 3    | Qatar Open, Doha                 | Cemento     | QF    | 3–6, 6–3, 6–4            |